# Cueva Verióvkina
La cueva Verióvkina (en georgiano: ვერიოვკინის მღვიმე; en ruso: Пещера Верёвкина) localizada en el Cáucaso occidental, es la cueva conocida más profunda de la Tierra con una diferencia de altura entre el punto más alto y el más bajo de 2212 m. Se encuentra en los montes de Gagra del macizo de Arabika. Administrativamente pertenece al distrito de Gagra de la república autónoma de Abjasia. Es una de las dos únicas cuevas superprofundas que se conocen (>2 km); la otra es el sistema Krúbera-Voronya y ambas se encuentran en el mismo sector.

## Denominación
La cueva fue descubierta en 1968, cuando Georgia aún formaba parte de la URSS, y recibió el identificador que después se sustituyó por P1-7. En 1986 se rebautizó en honor a Aleksandr Veriovkin, un espeleólogo y espeleobuceador fallecido en 1983 mientras exploraba un sifón de la cueva Su-Akan, en el macizo de Sary-Tala (actualmente en Kabardia-Balkaria, Rusia).

## Descubrimiento
- 1968: la cueva fue descubierta por espeleólogos de Krasnoyarsk. Llegaron a una profundidad de 115 metros y la marcaron en el mapa como S-115.
- 1982: fue redescubierta por una expedición del espeleoclub "Perovo" de Moscú. Quedó registrada como P1-7.
- 1983 - 1986: trabajadores del mismo equipo siguieron explorándola hasta llegar a una profundidad de 440 m.
- 1986 - 2000: debido a los problemas resultantes de la desintegración de la Unión Soviética, no se realizaron trabajos en la cueva.

### Exploraciones posteriores al año 2000
- Entre 2000 al 2015 el espeleoclub “Perovo” y su equipo “Perovo-speleo” continuaron investigando el fondo de la cueva. Pese a todos sus esfuerzos, la profundidad se mantuvo en 440 m.
- Agosto de 2015: espeleólogos del espeleoclub “Perovo” descubrieron finalmente una nueva galería; aunque posteriormente se determinó que su profundidad sólo era de 156 m, abrió el camino a una serie de descubrimientos posteriores.
- Junio de 2016: tiene lugar una expedición del equipo “Perovo-speleo” hasta una profundidad de 630 m.
- Agosto de 2016: una expedición conjunta del “Perovo-speleo” y el espeleoclub "Perovo" alcanza la profundidad de 1.010 m. Verióvkina comienza a contarse entre las cuevas más notables del mundo.
- Octubre de 2016: otra expedición del equipo “Perovo-speleo” sigue profundizando hasta los 1350 m.
- Febrero de 2017: el equipo “Perovo-speleo” alcanza una profundidad de 1832 m. Verióvkina se convierte así en la segunda cueva más profunda del mundo, solo por detrás de la cercana cueva de Voronia.
- A principios de agosto de 2017 el espeleoclub “Perovo” continuó explorando la cueva hasta una profundidad de 2151 metros. De este modo, Verióvkina pasó a ser una de las dos únicas cuevas superprofundas (> 2 km) conocidas en el mundo y la única a la que se puede descender sin equipos de espeleobuceo. Hallaron un antiguo colector del sistema acuífero kárstico con extensos túneles horizontales, atípicos en el macizo de Arabika.
- Segunda mitad de agosto de 2017: el equipo “Perovo-speleo” llega a los 2204 m, estableciendo así un nuevo récord mundial de profundidad. Descubren y estudian un enorme sistema de más de 6 km de pasajes subhorizontales por debajo de los −2100 m, único en el mundo.
- Marzo de 2018: otra expedición del mismo equipo añade más de un kilómetro de túneles y galerías al mapa de la cueva. También miden la profundidad del último sifón de la terminal de la estación Nemo. Tenía 8,5 metros de caída y, por tanto, la profundidad total de la cueva Verióvkina alcanzó los 2212 metros.[3]
- En agosto de 2023, la profundidad de la cueva se incrementó a 2223 metros después del buceo del sifón "La última estación Nemo" por un dron submarino, aún durante la expedición del club de espeleología "Perovo"[4]